# Узорная сварка

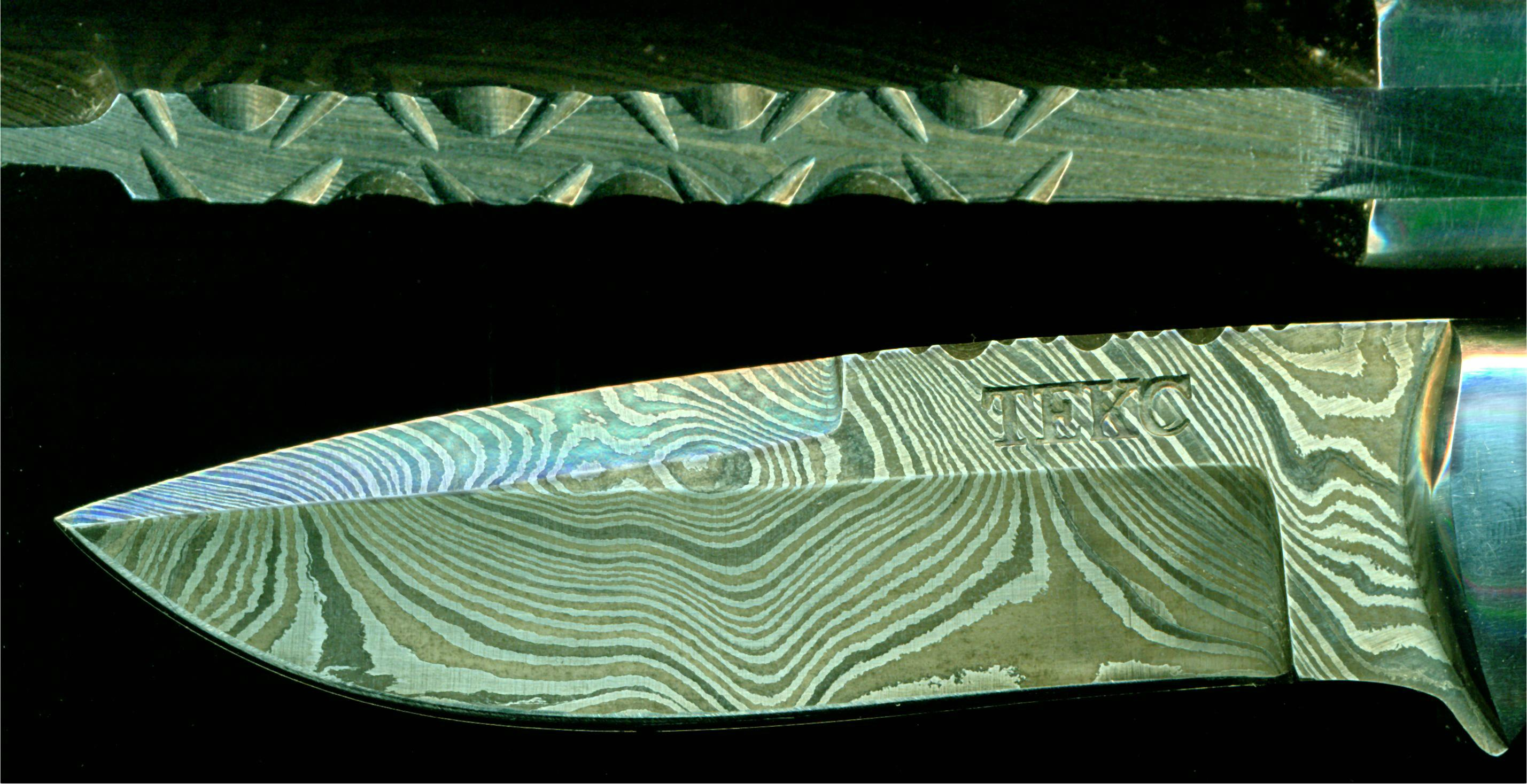
Сваренное лезвие ножа

Узорная сварка  использовалась для изготовления мечей и ножей из нескольких металлических заготовок, которые подвергались кузнечной сварке и скручивались для формирования узора. Клинки, сделанные подобным образом, часто ошибочно называют оружием из дамасской стали.

## История

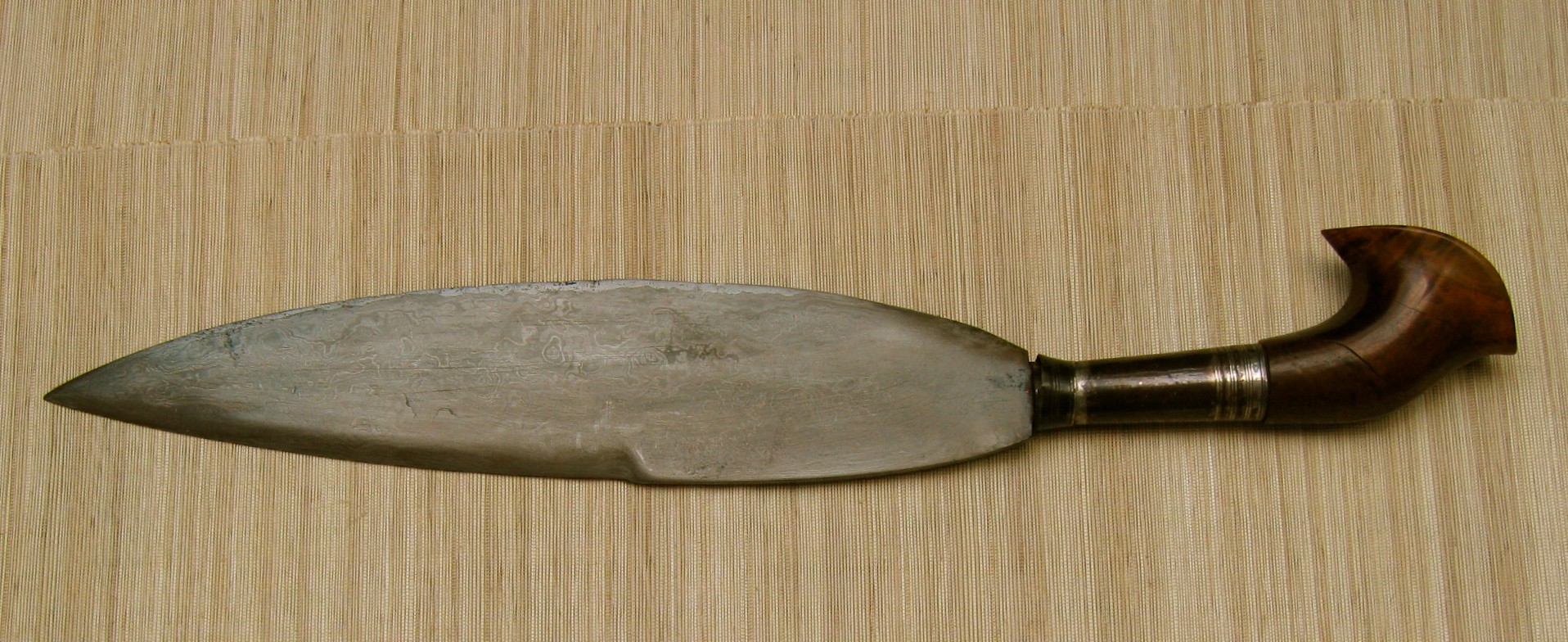
Сварка XIX века. Моро (Филиппинский) Баронг меч

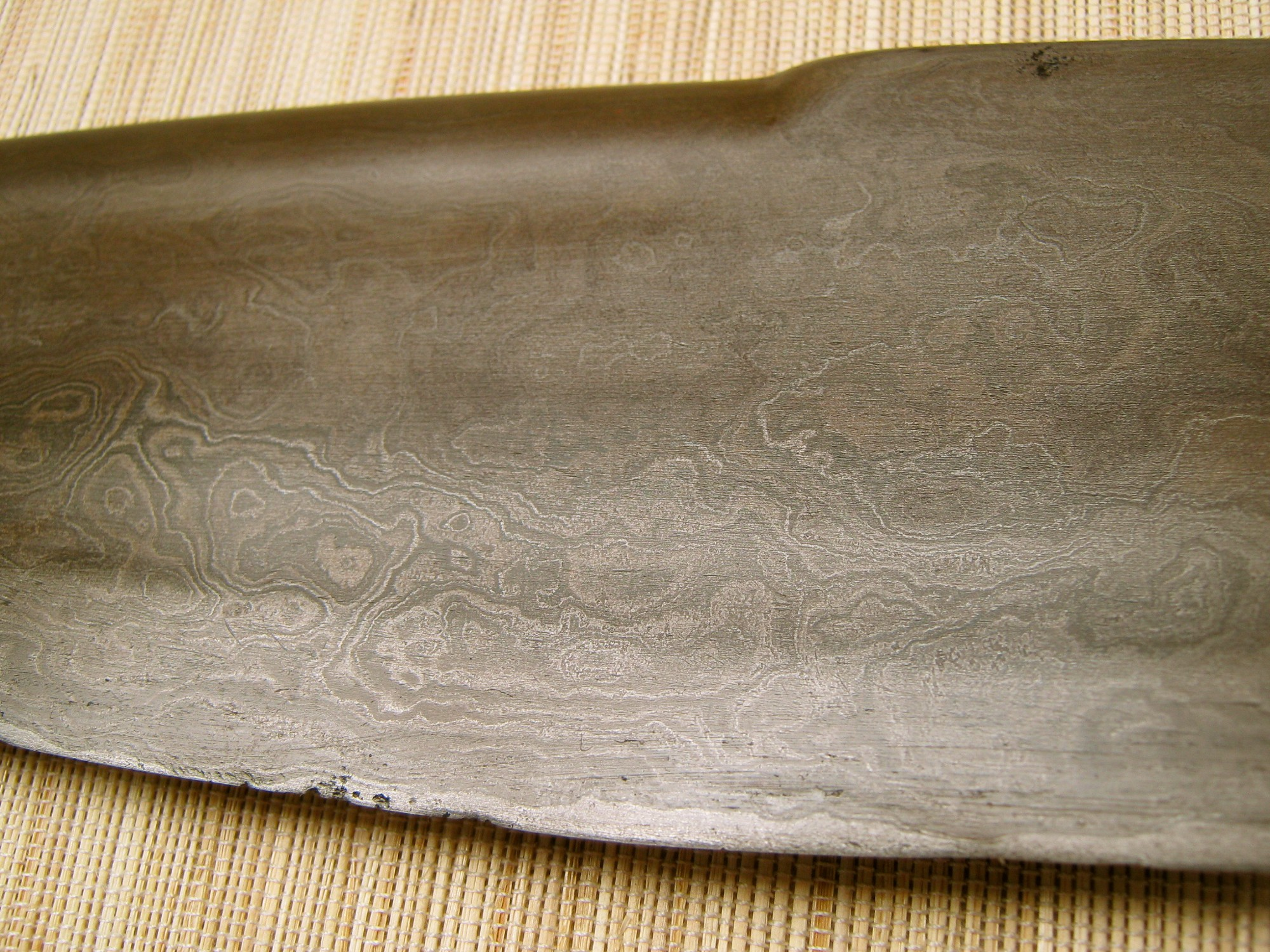
Лезвие меча крупным планом

Узорная сварка издавна использовалась по причине невозможности получать высокие температуры, необходимые для плавки железа и стали.
Комбинируя стальные бруски с разным содержанием углерода, кузнецы добивались получения материала с нужными свойствами посредством кузнечной сварки, складывания и проковки. Железо само по себе пластично, высокоуглеродистая сталь тверда и упруга. Комбинируя железо и высокоуглеродистую сталь, мастера получали материал, уменьшающий недостатки исходных ингредиентов. Возникало чередование слоёв металла с высоким и низким содержанием углерода. Первые при закалке приобретали твёрдость, а вторые не закаливались вовсе и становились амортизирующей подложкой. Основной недостаток Дамасской — низкая коррозионная стойкость, обусловленная большим содержанием углерода в компонентах поковки и отсутствие легирующих элементов.

### История
Первое применение узорной сварки датируется 1-м тысячелетием до н. э. в кельтских, а затем германских мечах.  Ко II—III векам н. э. кельты обычно использовали узорную сварку в качестве украшения в дополнение к улучшению прочностных характеристик. Техника включает в себя складывание и ковку чередующихся слоёв стали в стержни, а затем скручивание стали для формирования сложных узоров при ковке. К VI—VII векам узорная сварка достигла уровня, когда тонкие слои узорчатой стали накладывались на мягкую железную сердцевину, что делало мечи гораздо эффективнее, поскольку гибкий и пружинистый железный сердечник лучше выдерживал нагрузку от ударов меча. Возможно, самым известным типом меча викингов, сделанных путём узорчатой сварки, являются мечи Ульфберта, известно о существовании 166 таких мечей. К концу эпохи викингов узорная сварка в Европе вышла из употребления.
В средневековых мечах узорная сварка была более распространена, чем принято думать. Однако наличие ржавчины на многих образцах затрудняет её обнаружение без повторной полировки.
В Средние века дамасская сталь производилась в Индии и вернулась обратно в Европу. Сходство в узоре на клинках заставило многих поверить, что используется тот же самый процесс, и узорчатая сварка была возрождена европейскими кузнецами, которые пытались воспроизвести дамасскую сталь. В то время как метод, используемый дамасскими кузнецами для изготовления своих клинков, был утрачен, недавние усилия металлургов и мастеров клинков (таких как Верховен и Пендрей) по воспроизведению стали с идентичными характеристиками привели к процессу, который не включает узорчатую сварку. Однако даже эти попытки не увенчались огромным успехом.

### Современная сталь
Современные мастера американского кузнечного общества используют для сварки подобной стали около 300 слоёв металла. Делается это так: некоторое количество слоёв металла складывается, сваривается, затем заготовку разрезают пополам, складывают и снова сваривают с удвоением числа слоёв. Восемь таких складных операций приводит к изготовлению от двух до 512 слоёв.
Затем сталь шлифуется, полируется, подвергается воронению, травлению и другой химической обработке поверхности. При этом разные слои металла по-разному реагируют на обработку, что создаёт яркие контрастные слои металла. Некоторые мастера используют электроэрозионную обработку металла, чтобы сократить количество операций для изготовления этой стали.